# 蕩女桃花處處開
《蕩女桃花處處開》（義大利語：Venere in pelliccia）是一部1969年的義大利情色劇情片，由馬西莫·達拉馬諾執導。本片改編自利奧波德·馮·薩克-馬索克的小說《穿裘皮的维纳斯》，於1969年在德國首映，片名為《Venus im Pelz》。在義大利，這部電影沒有通過審查，因為性愛場面被認為過於粗暴，即使经过多次删减也未能成功。
這部電影最終於1973年以《Venere nuda》的片名上映，但即使是這個删减版本也在幾天后因有伤风化而被收缴。1975年，這部電影终于在義大利電影院上映，片名為《Le malizie di Venere》，该版本经过严重删减，采用了新的剪辑方式，并加入了由保羅·霍西拍摄的新场景，使影片情节变成了一部鉛黃電影。新片名化用了女主演蘿拉·安東妮莉1973年票房大卖的电影《青涩体验》（Malizia）。

## 剧情
在一次暑假期间，年轻富有的塞韦林（雷吉斯·瓦利饰）邂逅了美丽而又性愛成癮的模特万达·德杜纳耶夫（蘿拉·安東妮莉饰），疯狂地爱上了她。塞韦林透过女子房间的墙洞偷窥到她正与一名年轻的看门人做爱，两人之间产生了深厚的情欲共鸣，很快发展成一种受虐者与施虐者的关系。塞韦林要求万达惩罚他，羞辱他，殴打他，把他当成奴隶，甚或当着他的面和其他男人做爱。结婚后，两人搬到了海边的别墅，还有几个女同性恋佣人。
一天，在一次乘车途中，万达看见了一个骑摩托车的人（洛倫·尤因饰），于是决定带他回家。这个粗人名叫布鲁诺，他打破了这对夫妇之间建立起来的微妙平衡。布鲁诺和万达上床，全然不顾塞韦林的感受，好似自己就是这幢房子的主人。
塞韦林再也无法忍受这种状况，决定离开。他在路上发现了一个与万达非常相像的妓女。他决定和她在旅馆房间里幽会，但一怒之下，他决定掐死她，把对妻子压抑的怨恨全部投射到她身上。然而，这个女人坦白被他的暴力所吸引，他便拥抱了她，要求她让他快乐：他躺在床上，让她用裤带抽打他。

## 演员
- 蘿拉·安東妮莉（英语：Laura Antonelli） 饰 万达·德杜纳耶夫
- 雷吉斯·瓦利 饰 塞韦林
- 洛倫·尤因 饰 布鲁诺
- 蕾娜特·凱斯（英语：Renate Kasché） 饰 格拉恰
- 維爾納·波查特（英语：Werner Pochath） 饰 曼弗雷德
- 梅蒂·拉荷（英语：Mady Rahl） 饰 黑尔佳
- 賈科莫·富里亞（英语：Giacomo Furia） 饰 律师